# Mecodina odontophora
Mecodina odontophora är en fjärilsart som beskrevs av Swinhoe 1895. Mecodina odontophora ingår i släktet Mecodina och familjen nattflyn. Inga underarter finns listade i Catalogue of Life.